# Боладжі Бадеджо
Боладжі Бадеджо (англ. Bolaji Badejo, 23 серпня 1953 — 22 грудня 1992) — нігерійський художник та актор. Відомий своєю роллю Чужого у фільмі Рідлі Скотта «Чужий» 1979 року. Його зріст був 208 см, такий зріст переконав Скотта взяти його на роль. Це єдина його акторська заслуга. Помер у віці 39 років у 1992 році.

## Життя і кар'єра
Народився в Лагосі, Бадеджо мав походження йоруба був сином генерального директора Нігерійської радіомовної корпорації. Спочатку навчався в Нігерії, потім у Сполучених Штатах, перш ніж, нарешті, переїхав до Лондона, щоб спеціалізуватися на графічному дизайні.
Бадеджо був помічений у пабі Сохо членом кастингової групи режисера Рідлі Скотта, який шукав кандидата на роль головної істоти в його науково-фантастичному фільмі жахів «Чужий». Його зріст був 208 см було прийняте рішення обрати його для виконання ролі через його зріст і «дуже довгі ноги». На знімальному майданчику його описували як «м’якого» та «замкненого», а керівник спецефектів Нік Алдер сказав: «Бути центром тяжіння… це було для нього певним шоком». Чужий був випущений у 1979 році й мав значний критичний і комерційний успіх, а Screen Rant написав у ретроспективному огляді, що він «ефективно втілив Ксеноморфа в життя... Бадеджо, безумовно, допоміг зробити цю істоту однією з найбільш популярних, впізнаваних монстрів у світі жахів».
Успіх «Чужого» породив франшизу «Чужий». Бадеджо запропонували роль у продовженні, але він повернувся до Нігерії в 1980 році. Це призвело до того, що продовження включають більше лялькових сцен та анімації разом із кількома виконавцями в костюмах. «Чужий» — його єдина роль у фільмі.
Після повернення до Нігерії Бадеджо почав керувати власною художньою галереєю в 1983 році.
Помер від серпоподібноклітинної анемії у віці 39 років у 1992 році.

## Фільмографія
| Рік  | Назва | Роль      | Примітки             |
| ---- | ----- | --------- | -------------------- |
| 1979 | Чужий | Ксеноморф | Повнометражний фільм |